# ガンメルスタードの教会街
ガンメルスタードの教会街（スウェーデン語: Gammelstads kyrkstad）は、スウェーデンのボスニア湾北端に位置する都市ルレオ近郊にあるユネスコ世界遺産登録物件である。この街区は、かつてスカンディナビア半島北部では至る所に見られた町の様式をそのまま残している優れた例証である。
ガンメルスタードはルーレ川（Lule）の河口から約10km上流にある。街の中心には15世紀に建造された石造の教会堂があり、取り囲むように424軒の木造家屋が並んでいる。シュルクスタードと呼ばれるこれらの家屋は、日曜日や宗教上の祭事にのみ用いられた。昔の北スカンディナビアでは教区が広大なのはよくあることで、移動手段も限られていたことから、遠隔地からの礼拝者は1日で行き来することができなかった。そのため、教会周辺には礼拝者のための宿泊施設が整えられたのである。17世紀になると近郊に新しい町が作られ、住民の一部はそちらへ移った。これが現在のルレオの中心市街である。しばしばガンメルスタードがルレオの旧市街と位置付けられるのはそのためである。しかし、その後もなおもガンメルスタードは地域の人びとにとって一定の重要さを保ちつづけた。

## 登録基準
この世界遺産は世界遺産登録基準のうち、以下の条件を満たし、登録された（以下の基準は世界遺産センター公表の登録基準からの翻訳、引用である）。
- (2) ある期間を通じてまたはある文化圏において、建築、技術、記念碑的芸術、都市計画、景観デザインの発展に関し、人類の価値の重要な交流を示すもの。
- (4) 人類の歴史上重要な時代を例証する建築様式、建築物群、技術の集積または景観の優れた例。
- (5) ある文化（または複数の文化）を代表する伝統的集落、あるいは陸上ないし海上利用の際立った例。もしくは特に不可逆的な変化の中で存続が危ぶまれている人と環境の関わりあいの際立った例。